# Linum densiflorum
Linum densiflorum är en linväxtart som beskrevs av John Jefferson Davis. Linum densiflorum ingår i släktet linsläktet, och familjen linväxter. Inga underarter finns listade i Catalogue of Life.